# Chironeura chrysocyma
Chironeura chrysocyma är en fjärilsart som beskrevs av Diakonoff 1954. Chironeura chrysocyma ingår i släktet Chironeura och familjen plattmalar. Inga underarter finns listade i Catalogue of Life.